# فرودگاه تزپور
فرودگاه تزپور  (به انگلیسی: Tezpur Airport) (به زبان بومی: Tezpur Air Force Station) یک فرودگاه نظامی و همگانی با کد یاتا TEZ است که یک باند فرود آسفالت دارد و طول باند آن ۲۷۴۶ متر است. این فرودگاه در کشور هند قرار دارد و در ارتفاع ۷۳ متری از سطح دریا واقع شده‌است.

## شرکت‌های هواپیمایی و مقصدهای پروازی
Passenger
| شرکت‌های هواپیمایی  | مقصدهای پروازی                                   |
| ------------------ | ------------------------------------------------ |
| ایر ایندیا رجیونال | لوکپریرا گوپیناز بوردولوئی، نتاجی سبهاش چندر بوس |